# Bring the Noize
Ne doit pas être confondu avec Bring the Noise.
Singles de M.I.A.
Give Me All Your Luvin'
(2012) Come Walk with Me
(2013)
Bring the Noize est une chanson de la chanteuse M.I.A., issue de son quatrième album studio, Matangi. Elle a été jouée en avant-première le 17 juin 2013 par une radio anglaise puis publiée le lendemain sur toutes les plateformes de téléchargement légales en tant que premier single extrait de l'album, Bad Girls n'étant qu'un single promotionnel sorti un an plus tôt. Le clip officiel a été dévoilé le 25 juin 2013 .

## Réception critique
Bring the Noize a reçu de bonnes critiques de la presse musicale. Pour le blog Ear Milk, la chanson possède un « beat rapide accompagné de paroles hyper-hachées » qui devrait en faire « un habitué des playlists nocturnes de cet été », tandis que pour Pigeons and Planes, ce morceau est « entre la révolution et la fête ».

## Clip
Le clip de Bring the Noize a été dévoilé le 25 juin 2013. Une version spéciale du clip, intitulée « Matangi Gold Edition », a été lancée deux jours plus tard. En seulement trois jours, le clip a été visionné plus de trois millions de fois.

## Liste des pistes
Téléchargement numérique
1. Bring the Noize – 3:23

## Crédits
- Composition – Mathangi Maya « M.I.A. » Arulpragasam
- Illustration – Mathangi Maya « M.I.A. » Arulpragasam

## Classements

### Classements hebdomadaires
| Classements (2013)             | Meilleure position |
| ------------------------------ | ------------------ |
| Royaume-Uni (UK Singles Chart) | 151                |

## Historique de sortie
| Pays  | Date         | Format                   | Label                 |
| ----- | ------------ | ------------------------ | --------------------- |
| Monde | 18 juin 2013 | Téléchargement numérique | N.E.E.T. / Interscope |